# ブリッジャー級
ブリッジャー級（ブリッジャーきゅう、英: Bridgerweight）は、ボクシング（格闘技）で用いられる階級の1つ。ブリッジャーは2020年7月に野犬の襲撃から妹を助けるために大怪我を負い90針を縫った当時6歳のアメリカ人少年「ブリッジャー・ウォーカー」（Bridger Walker）に由来する。

## 歴史

### 階級新設まで
2020年7月21日、WBCは前述のアメリカ人少年ブリッジャー・ウォーカーを「名誉王者」（Honorary Champion）に認定しチャンピオンベルトを贈呈したと発表した。
同年11月9日、WBCは「ブリッジャー級」の新設を発表。同年12月、WBCは公式サイトにブリッジャー級の世界ランキングを追加した。

### 新設後
2020年12月19日、ブリッジャー級として初めての公式戦が行われ、南アフリカのケンプトンパークのエンペラーズ・パレス内コンベンションセンター・センターコートで、ケビン・レレナとパトリック・フェルグーソンとの試合がブリッジャー級契約10回戦として行われた。
2021年4月3日、ブリッジャー級での初めてのタイトル戦が行われ、メキシコのシナロア州で、ジオバニー・ブルゾンとゲルマン・ガルシアとの間でWBCラテンアメリカブリッジャー級王座決定戦が行われた。
2021年10月22日、WBC世界ブリッジャー級初代王座決定戦が行われ、カナダのモントリオールで、オスカル・リバスがライアン・ロジッキーに勝利して、リバスが初代王座を獲得した。
2023年4月22日、ポーランドのジェジュフにあるG2A・アリーナで、ルカシュ・ロザンスキーがアレン・バビッチと第2代王座決定戦を行い、初回2分10秒TKO勝ちを収めロザンスキーが第2代目王座を獲得した。
2023年11月、Boxrec.comがブリッジャー級（及びスーパークルーザー級）を階級として認めず王座の記録や王者の戦績を取り扱わなかったため、WBCはBoxrec.comとの連携を停止することを年次総会で発表した。
2023年11月25日、南アフリカのケンプトンパークにあるエンペラーズ・パレス内コンベンションセンター・センターコートで、同級1位でシルバー王者のケビン・レレナと同級7位のセナド・ガッシーが、ロザンスキーの不活動に伴うWBC世界ブリッジャー級暫定王座決定戦を行い、レレナが12回3-0(117-110、114-113、118-109)の判定勝ちを収め暫定王座を獲得した。
2023年11月30日、WBAがブリッジャー級と同じ契約体重のスーパークルーザー級の新設を全会一致の投票により決定した。
2023年12月9日、アラブ首長国連邦のドバイにあるアガンダ・アリーナで、WBAのスーパークルーザー級として初めての公式戦かつ初のタイトル戦として同級1位のエフゲニー・ティシェンコと同級2位のレオン・ハースがWBA世界スーパークルーザー級初代王座決定戦を行い、ティシェンコが6回2分45秒KO勝ちを収め初代王座を獲得した。
2024年1月、WBAはスーパークルーザー級の名称をWBCと同じブリッジャー級に改称した。
2024年3月30日、ドバイの中東プロボクシング委員会がWBAにティシェンコ対ハーツ戦の試合後の薬物検査でティシェンコから2-アミノ-5-メチルヘキサンの陽性反応が検出されたことを報告、同年4月5日に提出したBサンプルにも同様の禁止物質の陽性反応が検出されたため、5月22日付でWBAは試合結果を無効試合に変更した上でティシェンコから王座認定取り消しの措置を下した。
2024年7月12日、モスクワ州セルプホフでWBA世界同級1位の張兆新とWBA世界同級6位のムスリム・ガジマゴメドフが仕切り直しとなるWBA世界ブリッジャー級初代王座決定戦を行い、ガジマゴメドフが4回2分50秒TKO勝ちを収め初代王座を獲得した。
2024年10月8日、WBC世界同級王者のローレンス・オコリーがヘビー級転向を理由に王座を返上したため、WBCは暫定王者のケビン・レレナを同日付で正規王者に昇格させた。
2024年10月17日、ウファのウファ・アリーナでWBA世界同級王者のムスリム・ガジマゴメドフとWBA世界同級1位のレオン・ハースがWBA世界同級タイトルマッチを行い、ガジマゴメドフが12回3-0（120-108×3）の判定勝ちを収めブリッジャー級初となる防衛に成功した。
2025年5月1日、サンベット・アリーナでWBC世界同級王者のケビン・レレナとWBC同級シルバー王者およびWBC世界同級4位のセルヒイ・ラドチェンコがWBC世界同級タイトルマッチを行い、3回中にラドチェンコのセコンドからタオルが投げ込まれレレナが3回16秒TKO勝ちを収めWBA世界同級王者のガジマゴメドフと並ぶタイ記録の初防衛に成功した。

## ボクシング
プロボクシングでの契約ウェートは、200 - 224ポンド (90.719 - 101.604kg) 。ヘビー級とクルーザー級の間の階級で、全18階級中2番目に重い階級。
WBC以外のメジャー王座認定団体（WBA、IBF、WBO）の当該階級新設はなかったが、2023年11月30日に、WBAが契約体重をブリッジャー級と同じく200ポンドから224ポンド（90.719kg - 101.604kg）に設定したスーパークルーザー級の新設を全会一致の投票により承認した。先述した通り2024年1月に名称をブリッジャー級に改称した。なお、マイナー団体ではIBAが2001年より「スーパークルーザー級」（200ポンド (90.719kg) 以上210ポンド（95.254kg）未満）を設けている。
この階級の世界王座最多防衛記録はムスリム・ガジマゴメドフ（ロシア / WBA）とケビン・レレナ（南アフリカ共和国 / WBC）の1度（いずれも継続中）。
一方、WBOのフランシスコ・バルカルセル会長は、「プロボクシングは17階級あれば十分だ」「（新階級創設は）良いことよりも悪いことのほうが多い。ボクシングのイメージを損なう」とブリッジャー級新設に対して批判的なコメントを出している。